# Ейвондейл (Міссурі)
Ейвондейл (англ. Avondale) — місто (англ. city) в США, в окрузі Клей штату Міссурі. Населення — 436 осіб (2020).

## Географія
Ейвондейл розташований за координатами 39°9′16″ пн. ш. 94°32′43″ зх. д. / 39.15444° пн. ш. 94.54528° зх. д. (39.154575, -94.545323). За даними Бюро перепису населення США в 2010 році місто мало площу 0,36 км², уся площа — суходіл.

## Демографія
Згідно з переписом 2010 року, у місті мешкало 440 осіб у 199 домогосподарствах у складі 109 родин. Густота населення становила 1237 осіб/км². Було 226 помешкань (635/км²).
Расовий склад населення:
| - 89,1 % — білих - 4,1 % — чорних або афроамериканців - 1,1 % — корінних американців - 0,5 % — азіатів - 0,2 % — вихідців з тихоокеанських островів - 1,4 % — осіб інших рас |

До двох чи більше рас належало 3,6 %. Частка іспаномовних становила 7,0 % від усіх жителів.
За віковим діапазоном населення розподілялося таким чином: 18,0 % — особи молодші 18 років, 67,2 % — особи у віці 18—64 років, 14,8 % — особи у віці 65 років та старші. Медіана віку мешканця становила 43,4 року. На 100 осіб жіночої статі у місті припадало 112,6 чоловіків; на 100 жінок у віці від 18 років та старших — 102,8 чоловіків також старших 18 років.
Середній дохід на одне домашнє господарство становив 55 095 доларів США (медіана — 52 788), а середній дохід на одну сім'ю — 58 255 доларів (медіана — 53 750). Медіана доходів становила 42 813 долари для чоловіків та 36 667 доларів для жінок. За межею бідності перебувало 12,6 % осіб, у тому числі 22,2 % дітей у віці до 18 років та 5,1 % осіб у віці 65 років та старших.
Цивільне працевлаштоване населення становило 204 особи. Основні галузі зайнятості: освіта, охорона здоров'я та соціальна допомога — 26,0 %, виробництво — 13,2 %, роздрібна торгівля — 12,3 %.